# AD Большой Медведицы
AD Большой Медведицы (лат. AD Ursae Majoris) — одиночная переменная звезда в созвездии Большой Медведицы на расстоянии (вычисленном из значения параллакса) приблизительно 24322 световых лет (около 7457 парсеков) от Солнца. Видимая звёздная величина звезды — от +16,3m до +15m.

## Характеристики
AD Большой Медведицы — пульсирующая переменная звезда типа RR Лиры (RRAB).